# Banda Black Rio
Banda Black Rio é uma banda de funk, soul, samba-funk, samba jazz e jazz fusion formada em 1976 pelo saxofonista Oberdan Magalhães, durante a efervescência cultural do movimento Black Rio. Em sua primeira fase, sob o comando de Oberdan, a banda lançou 3 álbuns de estúdio: o influente Maria Fumaça, de 1977 - eleito pela revista Rolling Stone Brasil como o 38º maior álbum da música brasileira; Gafieira Universal, de 1978; e Saci Pererê, de 1980. A banda dissolveu-se por conta da morte de Oberdan, em janeiro de 1984. Em 1999, William Magalhães, filho de Oberdan, reformou a banda com novos músicos, tendo lançado, até o momento, 2 álbuns de estúdio: Movimento, de 2001 - lançado internacionalmente com o título de Rebirth; e Super Nova Samba Funk, de 2011.

## História

### Formação da banda
No contexto deste movimento musical, Oberdan Magalhães - um multi-instrumentista carioca com formação acadêmica em música e muita experiência em bandas de baile - foi participando de diversos grupos nos quais conheceu músicos que viriam a formar a sua banda. No final dos anos 1960, participou do grupo Impacto 8 que acompanhava o trombonista Raul de Souza - juntamente com o baterista Robertinho Silva e o guitarrista Frederyko, que viriam a integrar o grupo Som Imaginário, nos anos seguintes - na gravação do disco International Hot em 1968, pela gravadora Equipe. Também no fim desta década, participou da banda Cry Babies - juntamente com Luiz Carlos Batera e Rosanah Fienngo - que chegou a lançar um disco autointitulado em 1969, pela gravadora CID Entertainment.
Mas o grande projeto desta fase, o que viria a trazer maior conhecimento de outros músicos que pudessem fazer o som que Oberdan buscava, foi a banda Abolição que Dom Salvador montou para defender a música Abolição 1860-1960 no V Festival Internacional da Canção, tendo ficado na 5ª colocação da etapa nacional. A banda era formada por diversos músicos, entre eles Luiz Carlos Batera, Carlos Darcy - que tocava trombone - e Barrosinho, trompetista. Após o festival, o grupo conseguiu um contrato com a gravadora Discos CBS e lançou Som, Sangue e Raça, em 1971. Com a ida de Dom Salvador para os Estados Unidos a banda se dissolveu.
Oberdan resolveu dar um passo a frente e reuniu um grupo de músicos para tocar na boate Black Horse, em Ipanema. Assim, além de Barrosinho, chamou o pianista Cristovão Bastos e o baixista Jamil Joanes - que tocava com o Som Imaginário -, além dos vocalistas Carlos Dafé e Sandra Sá - ainda desconhecidos -, dando o nome de Senzala para o grupo, continuando no tema da escravidão como o conjunto anterior. Após algum tempo tocando naquela boate, chamam a atenção dos irmãos Nana e Dori Caymmi que se apresentavam na boate Preto 22, de Flávio Cavalcanti, e convenceram o apresentador a levar aquele grupo para tocar lá.
Tudo mudou quando Dom Filó, radialista carioca contratado pela gravadora recém-estabelecida no Brasil, a WEA, para contratar novos talentos, resolveu contratar as equipes de som que faziam os bailes black para lançarem coletâneas com as músicas que tocavam nas apresentações. André Midani havia ido a bailes na quadra de basquete do Olaria Atlético Clube e queria contratar grupos e bandas que pudessem tocar para aquele público. Dom Filó trabalhava com Alcione Magalhães, irmão de Oberdan, e resolveu ousar no lançamento do segundo LP da equipe de som Soul Grand Prix - o primeiro a sair pela WEA, selo Atlantic - incluindo uma faixa realizada por um grupo brasileiro. Assim, montou um grupo às pressas ao qual deu o nome de Hot Stuff Band - composto por Oberdan, Darcy, Márcio Montarroyos, Wilson das Neves e mais o Azymuth, com José Roberto Bertrami, Alex Malheiros e Mamão - e fizeram um cover de "Ju-Ju-Man", da banda alemã Passport. Com o sucesso da canção nos bailes, o passo seguinte foi Midani dar carta branca para que Oberdan montasse um grupo brasileiro para gravar um disco para aquele público.
Estava aberto o caminho para a criação da Banda Black Rio - nome que a imprensa utilizou para batizar o movimento na época. Logo, Oberdan chamou os músicos que formavam o grupo Senzala - Barrosinho (trompete), Cristovão Bastos (piano), Jamil Joanes (baixo) e Luiz Carlos (bateria e percussão) - mais dois músicos de estúdio e bandas de baile da época - Lucio J. da Silva (trombone) e Cláudio Stevenson (guitarra). A ideia era fazer música instrumental e, por isso, os vocalistas não foram utilizados, sendo que Carlos Dafé ganhou um contrato com a WEA e também lançaria um álbum em 1977, Pra Que Vou Recordar, acompanhando pela banda de Oberdan.

### Primeira fase
Em 1977, a banda gravou e lançou seu primeiro disco, Maria Fumaça, produzido por Marco Mazzola. No mesmo ano, a canção que dá nome ao álbum foi o tema de abertura da telenovela Locomotivas, da Rede Globo. Participaram, também, da gravação do primeiro disco de Raul Seixas na WEA, O Dia em que a Terra Parou, nas faixas 1 e 10; e, ainda, da gravação do primeiro disco de Tim Maia na WEA, Tim Maia Disco Club. Neste ano, participam como banda de apoio de uma temporada de Caetano Veloso no teatro Teatro Carlos Gomes. O show era baseado no repertório do álbum Bicho e seria lançado em CD apenas em 2002, na caixa Todo Caetano.
Gafieira Universal, o segundo, foi produzido por Durval Ferreira e lançado em 1978. Esse álbum marcou a estreia do grupo na RCA Victor.
O terceiro álbum, Saci Pererê, foi lançado em 1980 e marcou a despedida da primeira fase da banda em disco. O grupo foi desfeito após a morte de Oberdan Magalhães, em janeiro de 1984.

### Reformulação
Em 2001, a banda foi reeditada, com nova formação, e lançou o álbum Movimento. Em 2009, Barrosinho, membro fundador, morreu também.
Em 2011, a banda apresenta Super Nova Samba Funk, lançada pelo gravadora inglesa Far Out Recordings. O álbum mostra a unificação da música negra numa variedade de ritmos desde o jazz ao rap. É a união dos estilos, artistas e gerações. O álbum busca mostrar ao seu público que o conceito original está vivo, e, além disso, modernizado. O álbum tem a honra de contar com importantes ícones da música negra como Gilberto Gil, Elza Soares e muitos outros.

## Legado
O grupo é considerado uma grande referência para o mundo da música, devido a sua fusão musical original. Artistas renomados como Mos Def e a banda Incognito têm gravado suas músicas.

## Estilo musical
A banda é conhecida por tocar nos estilos funk, samba-funk, soul, jazz fusion e samba jazz.

## Membros
Maria Fumaça
- Oberdan Magalhães: saxofone
- Lúcio J. da Silva, o Lúcio Trombone: trombone
- Barrosinho: trompete
- Cláudio Stevenson: guitarra
- Cristovão Bastos: teclados
- Jamil Joanes: baixo
- Luiz Carlos Batera: bateria e percussão

Gafieira Universal
- Oberdan Magalhães: saxofone e flauta
- Lúcio J. da Silva, o Lúcio Trombone: trombone
- Barrosinho: trompete
- Cláudio Stevenson: guitarra e violão
- Jorge Barreto (Jorjão): teclados e vocal
- Valdecir Nei Machado: baixo e cuíca
- Luiz Carlos Batera: bateria, percussão e vocal

Saci Pererê
- Gerson e Abóbora: vocal
- Oberdan Magalhães: saxofone
- Carlos Darcy: trombone
- Barrosinho: trompete
- Cláudio Stevenson: guitarra
- Jorge Barreto (Jorjão): teclados e vocal
- Décio Cardoso: baixo
- Paulinho Braga: bateria

Movimento
- William Magalhães: vocal, piano e teclados
- Lúcio J. da Silva, o Lúcio Trombone: trombone
- L. F. Trick: trompete e voz
- Cláudio Rosa: baixo
- José Nilton da Silva, o Chocolate: bateria
- Wanderlei Silva: percussão

Super Nova Samba Funk
- William Magalhães: vocal, guitarra, teclados e baixo
- Josué dos Santos: saxofone e flauta
- Will Bone: trombone
- Otávio Nestares: trompete
- Marquinho Osócio: guitarra e vocal
- Sidney Linhares: guitarra
- Claudio Rosa: baixo e vocal
- Bruno Silveira: bateria
- Thiago Silva: bateria e percussão
- Mafran do Maracanã e Ricardo Brasil: percussão

## Discografia
Discografia dada pelo Discogs e pelo CliqueMusic.

### Álbuns de estúdio
| Ano  | Título                | Gravadora             | Observações                                                                |
| ---- | --------------------- | --------------------- | -------------------------------------------------------------------------- |
| 1977 | Maria Fumaça          | Atlantic Records      | —                                                                          |
| 1978 | Gafieira Universal    | RCA Victor            | —                                                                          |
| 1980 | Saci Pererê           | RCA Victor            | —                                                                          |
| 2001 | Movimento             | Universal Music Group | Lançado internacionalmente com o título Rebirth pelo selo Mr Bongo Records |
| 2011 | Super Nova Samba Funk | Far Out Recordings    | —                                                                          |
| 2019 | O Som das Américas    | Universal Music Group | —                                                                          |

### Compactos

#### Simples
| Ano  | Lado A                | Lado B                              | Gravadora        | Álbum        | Observações                          |
| ---- | --------------------- | ----------------------------------- | ---------------- | ------------ | ------------------------------------ |
| 1977 | Maria Fumaça          | Mr. Funky Samba                     | Atlantic Records | Maria Fumaça | —                                    |
| 1977 | Na Baixa do Sapateiro | Mr. Funky Samba                     | Atlantic Records | Maria Fumaça | —                                    |
| 1980 | Saci Pererê           | Amor Natural                        | RCA Victor       | Saci Pererê  | —                                    |
| 2002 | Magia do Prazer       | Tomorrow                            | Mr Bongo Records | Movimento    | —                                    |
| 2003 | Carrossel             | —                                   | Regata Música    | —            | É um CD single, não possuindo Lado B |
| 2016 | Maria Fumaça          | Mr. Funky Samba                     | Mr Bongo Records | —            | —                                    |
| 2016 | Miss Cheryl           | Melô do Tagarela (Rapper's Delight) | Mr Bongo Records | —            | O Lado B é uma versão de Miele       |

#### Duplos
| Ano  | Lado A                          | Lado B                             | Gravadora  | Observações                                 |
| ---- | ------------------------------- | ---------------------------------- | ---------- | ------------------------------------------- |
| 1977 | Coração Selvagem / Maria Fumaça | Tudo Era Lindo / Chorinho para Ele | WEA        | Com Belchior, Carlos Dafé e Hermeto Pascoal |
| 1980 | Miss Cheryl / Melissa           | Subindo o Morro / Amor Natural     | RCA Victor | —                                           |

### Coletâneas
| Ano  | Título                      | Gravadora       | Observações                           |
| ---- | --------------------------- | --------------- | ------------------------------------- |
| 1996 | Banda Black Rio             | BMG             | (lançado como parte da Série Aplauso) |
| 1996 | The Best Of Banda Black Rio | Universal Sound | —                                     |

### Participações
| Ano  | Artista         | Título                     | Faixas       | Gravadora             | Observações |
| ---- | --------------- | -------------------------- | ------------ | --------------------- | --- |
| 1977 | Raul Seixas     | O Dia em que a Terra Parou | —            | WEA                   | — |
| 1977 | Vários Artistas | Locomotivas                | 7            | Som Livre             | Trilha sonora da novela homônima |
| 1977 | Carlos Dafé     | Pra Que Vou Recordar       | —            | WEA                   | — |
| 1978 | Tim Maia        | Tim Maia Disco Club        | —            | WEA                   | — |
| 1979 | Vários Artistas | Sábado Alucinante          | 1, 4, 7 e 11 | Philips Records       | Trilha sonora do filme homônimo |
| 1995 | Vários Artistas | Global Brazilians          | 14 e 15      | Metalimbo Records     | Coletânea alemã de música brasileira                                                                                                |
| 2002 | Caetano Veloso  | Bicho Baile Show           | —            | Universal Music Group | Show baseado no álbum Bicho, gravado em 1978 a partir de uma temporada no Teatro Carlos Gomes e lançado em CD na caixa Todo Caetano |